# Mouchard (Jura)
Cet article possède un paronyme, voir Mouchan.
Pour les articles homonymes, voir Mouchard.
Mouchard est une commune française située dans le département du Jura, dans la région culturelle et historique de Franche-Comté et la région administrative Bourgogne-Franche-Comté. 
Ses habitants sont appelés les Muscadiens et les Muscadiennes.

## Géographie
Mouchard se trouve à la transition entre la plaine du Val d'Amour et les contreforts du premier plateau du Jura.
La commune est longée à l'ouest par le ruisseau de la Larine qui y reçoit les eaux de son affluent rive droite, le Bief de Mouchard, qui prend sa source au cœur du bourg.

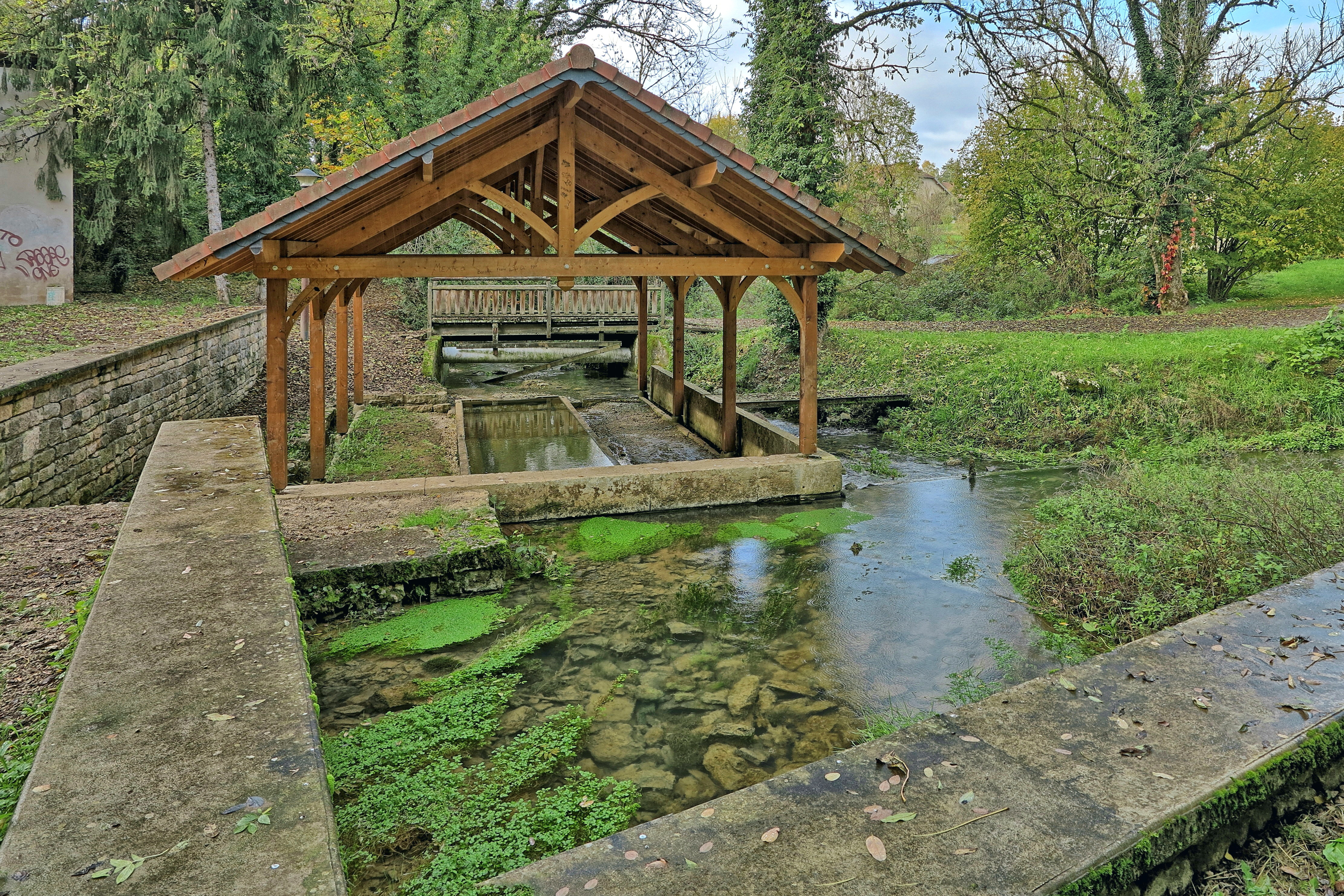
La source du Bief et le lavoir.

### Voies de communication et transports
Située au croisement de la ligne TGV Paris-Lausanne (Lyria) et de la ligne Strasbourg-Lyon, la gare de Mouchard est un important centre d'échange ferroviaire.

### Climat
Pour des articles plus généraux, voir Climat de la Bourgogne-Franche-Comté et Climat du département du Jura.
En 2010, le climat de la commune est de type climat de montagne, selon une étude du Centre national de la recherche scientifique s'appuyant sur une série de données couvrant la période 1971-2000. En 2020, Météo-France publie une typologie des climats de la France métropolitaine dans laquelle la commune est exposée à un climat semi-continental et est dans la région climatique  Jura, caractérisée par une forte pluviométrie en toutes saisons (1 000 à 1 500 mm/an), des hivers rigoureux et un ensoleillement médiocre. 
Pour la période 1971-2000, la température annuelle moyenne est de 10,7 °C, avec une amplitude thermique annuelle de 17,3 °C. Le cumul annuel moyen de précipitations est de 1 237 mm, avec 13,3 jours de précipitations en janvier et 9,3 jours en juillet. Pour la période 1991-2020, la température moyenne annuelle observée sur la station météorologique de Météo-France la plus proche, « Arc-et-Senans », sur la commune d'Arc-et-Senans à 7 km à vol d'oiseau, est de 11,7 °C et le cumul annuel moyen de précipitations est de 1 182,8 mm. 
La température maximale relevée sur cette station est de 41,5 °C, atteinte le 13 août 2003 ; la température minimale est de −25 °C, atteinte le 2 janvier 1971,,. 
Les paramètres climatiques de la commune ont été estimés pour le milieu du siècle (2041-2070) selon différents scénarios d'émission de gaz à effet de serre à partir des nouvelles projections climatiques de référence DRIAS-2020. Ils sont consultables sur un site dédié publié par Météo-France en novembre 2022.

## Urbanisme

### Typologie
Au 1er janvier 2024, Mouchard est catégorisée bourg rural, selon la nouvelle grille communale de densité à sept niveaux définie par l'Insee en 2022.
Elle est située hors unité urbaine et hors attraction des villes,.

### Occupation des sols
L'occupation des sols de la commune, telle qu'elle ressort de la base de données européenne d’occupation biophysique des sols Corine Land Cover (CLC), est marquée par l'importance des territoires agricoles (46,4 % en 2018), en diminution par rapport à 1990 (48,1 %). La répartition détaillée en 2018 est la suivante : 
forêts (40,5 %), prairies (29,3 %), zones urbanisées (13 %), zones agricoles hétérogènes (12,5 %), cultures permanentes (4,6 %). L'évolution de l’occupation des sols de la commune et de ses infrastructures peut être observée sur les différentes représentations cartographiques du territoire : la carte de Cassini (XVIIIe siècle), la carte d'état-major (1820-1866) et les cartes ou photos aériennes de l'IGN pour la période actuelle (1950 à aujourd'hui).

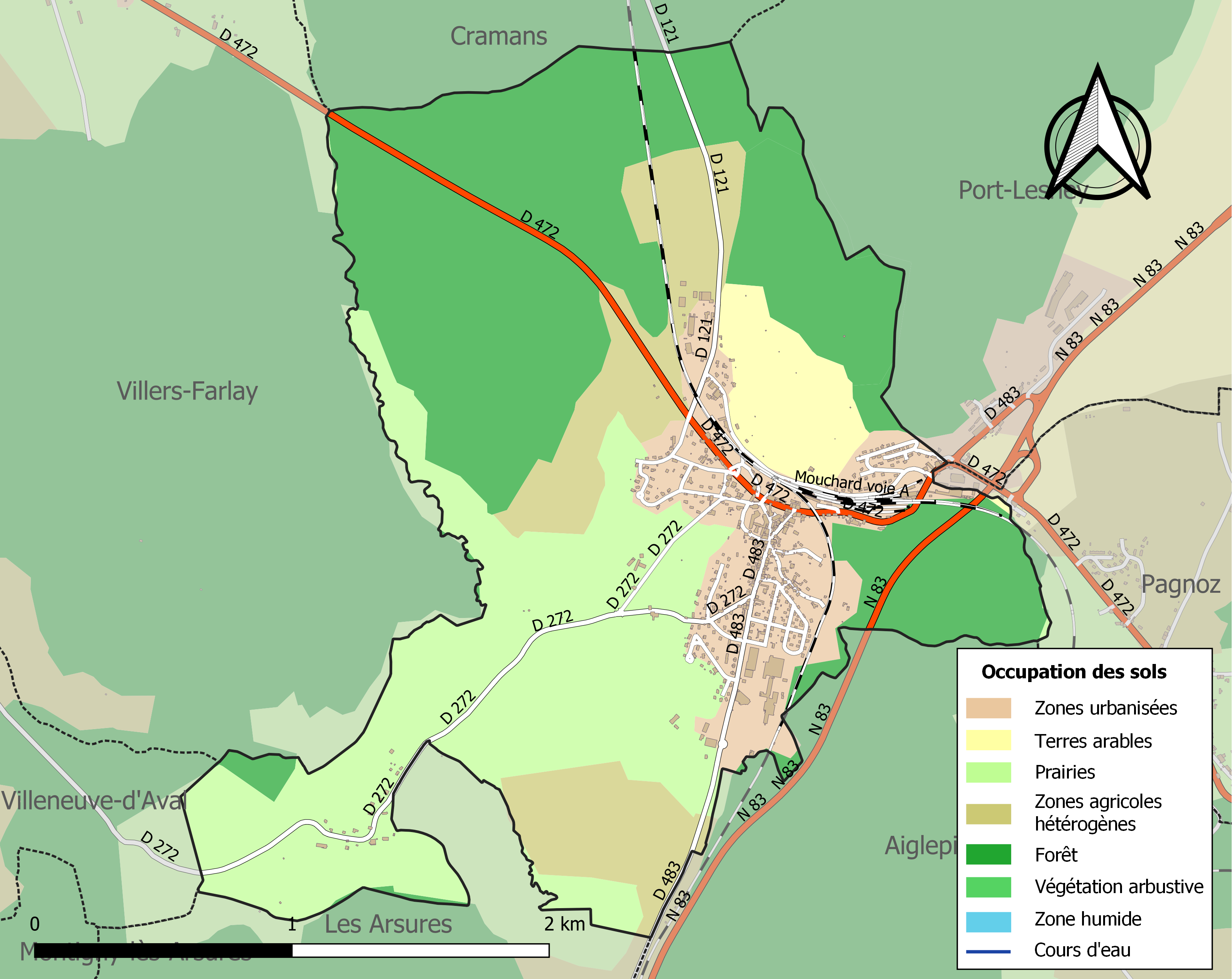
Carte des infrastructures et de l'occupation des sols de la commune en 2018 (CLC).

## Économie
La commune de Mouchard dispose d'une zone industrielle au quartier Bel Air.
En 2016, la ville compte un taux de chômage de 7,2% (45,1% de femmes et 54,9% d'hommes parmi le total de chômeurs).
La répartition des établissements actifs par secteur d'activité est la suivante au 31/12/2015 :
| Total                                                        | %   | 0 salarié | 1 à 9 salarié(s) | 10 à 19 salariés | 20 à 49 salariés | 50 salariés ou plus |   |
| ------------------------------------------------------------ | --- | --------- | ---------------- | ---------------- | ---------------- | ------------------- | - |
| Ensemble                                                     | 106 | 100,0     | 69               | 30               | 4                | 1                   | 2 |
| Agriculture, sylviculture et pêche                           | 6   | 5,7       | 6                | 0                | 0                | 0                   | 0 |
| Industrie                                                    | 9   | 8,5       | 3                | 6                | 0                | 0                   | 0 |
| Construction                                                 | 6   | 5,7       | 4                | 2                | 0                | 0                   | 0 |
| Commerce, transports, services divers                        | 63  | 59,4      | 45               | 15               | 3                | 0                   | 0 |
| dont commerce et réparation automobile                       | 18  | 17,0      | 11               | 7                | 0                | 0                   | 0 |
| Administration publique, enseignement, santé, action sociale | 22  | 20,8      | 11               | 7                | 1                | 1                   | 2 |

## Histoire
La commune de Certéméry a été rattachée à Mouchard le 15 novembre 1972.

## Héraldique
|  | Les armes de la commune se blasonnent ainsi : De sable au lion d'argent, armé, lampassé et couronné d'or, au chef du même chargé de trois chênes arrachés de sinople. |

## Politique et administration
Michel Rochet est le maire de la commune pendant 19 ans, de 2001 à 2020. Il est battu au premier tour des Élections municipales de 2020 le 15 mars 2020 où sa concurrente Sandra Hählen rassemble 51,28 % des voix et est donc élue. En raison de la Pandémie de Covid-19, la prise de poste officielle de Sandra Hählen n'a lieu que le 25 mai 2020,.
| Période     | Période     | Identité      | Étiquette | Qualité                                                           |
| ----------- | ----------- | ------------- | --------- | ----------------------------------------------------------------- |
| mars 2001   | 24 mai 2020 | Michel Rochet | DVD       | Retraité de l'enseignement Président de la Communauté de Communes |
| 25 mai 2020 | En cours    | Sandra Hählen | SE-DVD    | Professeur des écoles, conseillère départementale depuis 2021     |

## Éducation
La commune de Mouchard dispose d'une école maternelle et d'une école primaire. Le collège et le lycée de rattachement sont situés à Salins-les-Bains.
Elle accueille également deux établissements de formation spécialisés : le Lycée du Bois de Mouchard ainsi que l'Institut européen de formation des compagnons du Tour de France.

## Démographie
L'évolution du nombre d'habitants est connue à travers les recensements de la population effectués dans la commune depuis 1793. Pour les communes de moins de 10 000 habitants, une enquête de recensement portant sur toute la population est réalisée tous les cinq ans, les populations de référence des années intermédiaires étant quant à elles estimées par interpolation ou extrapolation. Pour la commune, le premier recensement exhaustif entrant dans le cadre du nouveau dispositif a été réalisé en 2007.

En 2022, la commune comptait 1 094 habitants, en évolution de −1,97 % par rapport à 2016 (Jura : −0,81 %, France hors Mayotte : +2,11 %).
| 1793 | 1800 | 1806 | 1821 | 1831 | 1836 | 1841 | 1846 | 1851 |
| ---- | ---- | ---- | ---- | ---- | ---- | ---- | ---- | ---- |
| 377  | 407  | 447  | 529  | 524  | 548  | 569  | 556  | 568  |

| 1856 | 1861 | 1866 | 1872 | 1876 | 1881 | 1886 | 1891 | 1896 |
| ---- | ---- | ---- | ---- | ---- | ---- | ---- | ---- | ---- |
| 587  | 742  | 764  | 708  | 771  | 780  | 826  | 840  | 888  |

| 1901 | 1906 | 1911 | 1921 | 1926 | 1931  | 1936  | 1946  | 1954  |
| ---- | ---- | ---- | ---- | ---- | ----- | ----- | ----- | ----- |
| 811  | 807  | 818  | 934  | 989  | 1 010 | 1 079 | 1 161 | 1 202 |

| 1962  | 1968  | 1975  | 1982  | 1990 | 1999  | 2006  | 2007  | 2012  |
| ----- | ----- | ----- | ----- | ---- | ----- | ----- | ----- | ----- |
| 1 060 | 1 157 | 1 053 | 1 052 | 997  | 1 018 | 1 198 | 1 188 | 1 169 |

| 2017  | 2022  | - | - | - | - | - | - | - |
| ----- | ----- | - | - | - | - | - | - | - |
| 1 101 | 1 094 | - | - | - | - | - | - | - |

## Lieux et monuments

### Voies
| 39 odonymes recensés à Mouchard au 24 novembre 2013           | 39 odonymes recensés à Mouchard au 24 novembre 2013 | 39 odonymes recensés à Mouchard au 24 novembre 2013 | 39 odonymes recensés à Mouchard au 24 novembre 2013 | 39 odonymes recensés à Mouchard au 24 novembre 2013 | 39 odonymes recensés à Mouchard au 24 novembre 2013 | 39 odonymes recensés à Mouchard au 24 novembre 2013 | 39 odonymes recensés à Mouchard au 24 novembre 2013 | 39 odonymes recensés à Mouchard au 24 novembre 2013 | 39 odonymes recensés à Mouchard au 24 novembre 2013 | 39 odonymes recensés à Mouchard au 24 novembre 2013 | 39 odonymes recensés à Mouchard au 24 novembre 2013 | 39 odonymes recensés à Mouchard au 24 novembre 2013 | 39 odonymes recensés à Mouchard au 24 novembre 2013 | 39 odonymes recensés à Mouchard au 24 novembre 2013 | 39 odonymes recensés à Mouchard au 24 novembre 2013 |
| Allée                                                         | Avenue                                              | Bld                                                 | Chemin                                              | Cité                                                | Impasse                                             | Montée                                              | Sentier                                             | Place                                               | Quai                                                | Rd-point                                            | Route                                               | Rue                                                 | Square                                              | Autres                                              | Total                                               |
| ------------------------------------------------------------- | --------------------------------------------------- | --------------------------------------------------- | --------------------------------------------------- | --------------------------------------------------- | --------------------------------------------------- | --------------------------------------------------- | --------------------------------------------------- | --------------------------------------------------- | --------------------------------------------------- | --------------------------------------------------- | --------------------------------------------------- | --------------------------------------------------- | --------------------------------------------------- | --------------------------------------------------- | --------------------------------------------------- |
| 0                                                             | 0                                                   | 0                                                   | 2                                                   | 0                                                   | 0                                                   | 0                                                   | 0                                                   | 0                                                   | 0                                                   | 1                                                   | 2                                                   | 31                                                  | 0                                                   | 4                                                   | 39                                                  |
| Notes « N »                                                   |                                                     |                                                     |                                                     |                                                     |                                                     |                                                     |                                                     |                                                     |                                                     |                                                     |                                                     |                                                     |                                                     |                                                     |                                                     |
| Sources : rue-ville.info & OpenStreetMap & FNACA-GAJE du Jura |                                                     |                                                     |                                                     |                                                     |                                                     |                                                     |                                                     |                                                     |                                                     |                                                     |                                                     |                                                     |                                                     |                                                     |                                                     |

### Édifices et sites

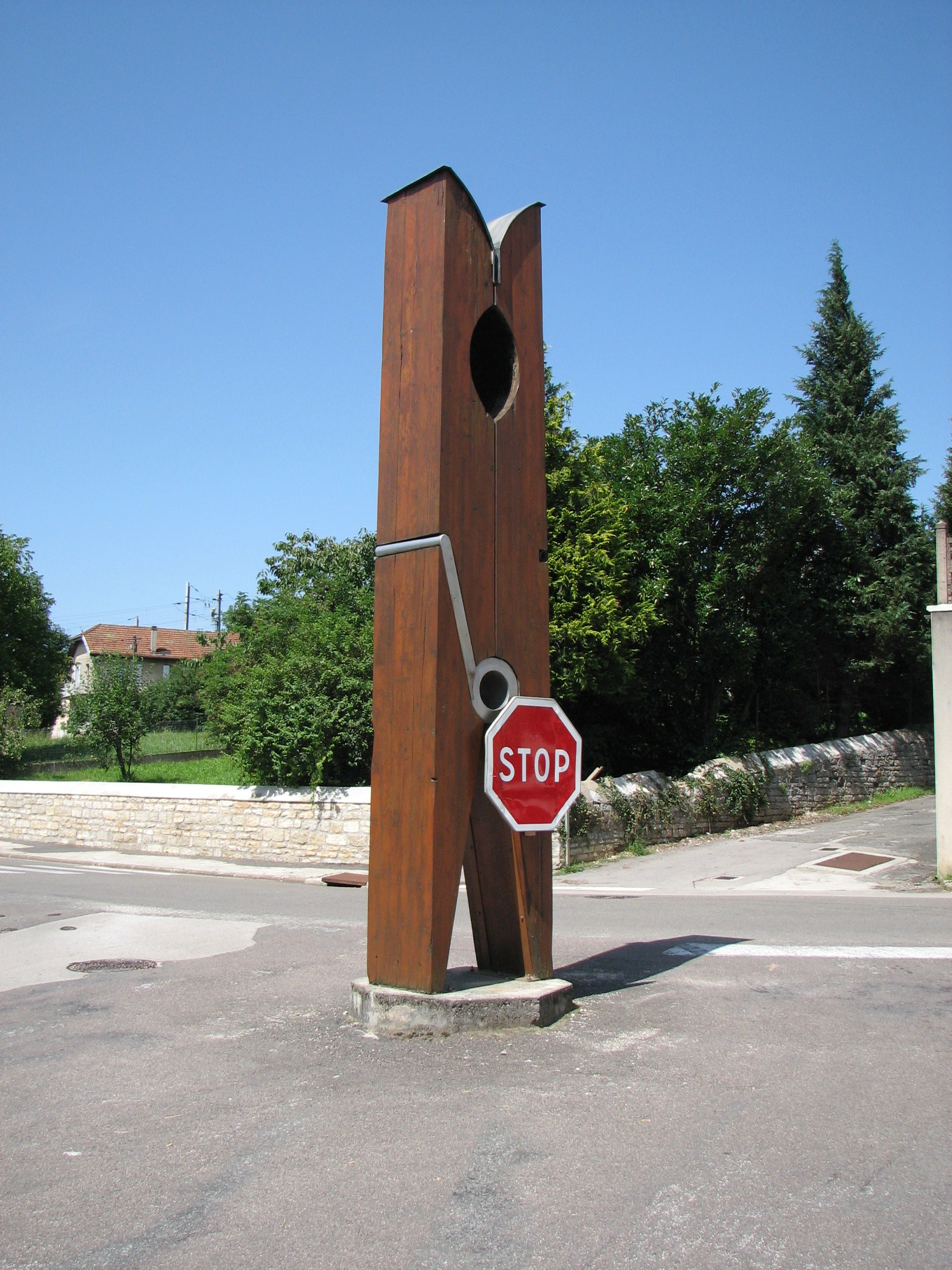
Pince à linge géante à Mouchard

- École du Bois de Mouchard, de renommée internationale. Elle prépare aux métiers du bois (exploitation forestière, scierie, menuiserie...) depuis la 4e jusqu'à différents BTS (Technico-commercial, Développement et Réalisation Bois (anciennement Productique Bois), Système Constructif Bois et Habitation, Charpente Couverture). Création d'une plate-forme technologique comprenant un banc de taille K2. L'Association des anciens élèves contribue à mettre sur pied le rassemblement annuel, la Nuit du Bois, ainsi que la diffusion du journal interne, De Feuilles et de Bois.
- Objets en bois de grande taille, dispersées sur les espaces publics, dont : une pince à linge de 5 mètres de hauteur[Note 5], une cabine téléphonique en bois, une pyramide de 5 mètres, un ballon de foot géant, etc.
- Institut Européen de Formation des Compagnons du Tour de France.

## Personnalités liées à la commune
- Christine Gouze-Rénal, productrice de cinéma, née à Mouchard.
- Félix Gaffiot, philologue et professeur, décédé à Mouchard.
- La commune de Mouchard est citée dans une chanson du groupe "Les Fatals Picards" et intitulée "Le magnet du Jura".